# 古味直志
古味 直志（こみ なおし、1986年3月28日 - ）は、日本の漫画家。高知県高岡郡津野町出身。男性。高知県立檮原高等学校を経て、専門学校アートカレッジ神戸卒業。

## 来歴
小さいころから絵が得意で漫画を描くことが大好きだったという。特に『ダブルアーツ』は小学校の頃から「連載用」に構想を温めていた。高校では美術部に入部、高校卒業後は専門学校アートカレッジ神戸まんが学科に進学した。在学中、週刊少年ジャンプ編集部に持ち込みをしており、当時から編集者たちに目をかけられていた。同期に増田英二、樋野友行らがいる。
第39回（2006年6月期）ジャンプ十二傑新人漫画賞に読切『island』を投稿し、史上2人目となる準入選を受賞する。『island』は『赤マルジャンプ』（集英社）2007 WINTERに掲載され漫画家デビューを果たした。『週刊少年ジャンプ』（集英社）2007年20号に読切『恋の神様』を掲載。『週刊少年ジャンプ』2008年17号から41号まで『ダブルアーツ』を初連載。また、連載開始と同時に高知を離れ上京する。
ダブルアーツ完結後は連載が獲得できない時期が続いたが、『恋の神様』を掲載した経験から、編集者がラブコメディを描くことを勧める。それを受けて古味はラブコメディ読切『ニセコイ』を『少年ジャンプNEXT!』（集英社）2011 WINTERに掲載する。この読切が好評だったため、『週刊少年ジャンプ』2011年48号から『ニセコイ』の連載をスタートする。この作品はテレビアニメ化をはじめ、様々なメディアミックスが行われるヒット作となった。
2014年4月、『古味直志短編集 恋の神様』（集英社）を発売した。

## 人物
趣味は「色んなものを見ること」「ボケーッと散歩」。特技は「異常睡眠」。好きな漫画は『ジョジョの奇妙な冒険』『風の谷のナウシカ』『DEATH NOTE』『銃夢』『よつばと!』『ONE PIECE』等。

## 評価
第39回（2006年6月期）十二傑新人漫画賞（審査員・天野明）にて準入選を果たした『island』は、特にその構成力と演出力を高く評価されている。

## 作品リスト

### 漫画
- 凡例
  - 太字は連載作品
  - 〈掲載誌〉WJ：週刊少年ジャンプ / 赤マル ：赤マルジャンプ / NEXT ：少年ジャンプNEXT!/  SQ：ジャンプSQ  /  ＋：少年ジャンプ+ / GIGA：ジャンプGIGA （いずれも集英社） / (再)：再掲載
  - 〈収録〉D - 〇:ダブルアーツ / N:ニセコイ / 短:古味直志短編集 恋の神様

|  | 連載作品 |  | 読切作品 |

|    | 作品名       | 掲載誌                                          | 収録     | 注記                                                           |
| -- | ------------ | ----------------------------------------------- | -------- | -------------------------------------------------------------- |
| 1  | island       | 赤マル2007 WINTER                               | D - 1 短 | デビュー作 第39回十二傑新人漫画賞準入選                        |
| 2  | 恋の神様     | WJ 2007年20号                                   | 短       | 短編集の表題作。センターカラー                                 |
| 3  | ウィリアムス | WJ 2007年49号                                   | 短       | センターカラー                                                 |
| 4  | ダブルアーツ | WJ 2008年17号 - 41号 ＋ 2015年4月1日 - 23日(再) | D        | 連載デビュー作                                                 |
| 5  | ペルソナント | SQ 2008年12月号                                 | 短       | センターカラー                                                 |
| 6  | APPLE        | WJ 2009年4・5号                                 | 短       | センターカラー                                                 |
| 7  | ニセコイ     | NEXT 2011 WINTER                                | 短       | 連載版のプロトタイプ。巻頭カラー                               |
| 8  | ニセコイ     | WJ 2011年48号 - 2016年36・37合併号              | N        | 代表作                                                         |
| 9  | 刻どキ       | GIGA 2016年vol.4                                |          | 巻頭カラー                                                     |
| 10 | eの原点      | WJ 2018年6号                                    |          | センターカラー                                                 |
| 11 | ビビの冒険   | WJ 2021年39号                                   |          | 『ONE PIECE』の「COVER COMIC PROJECT」第2弾作品 センターカラー |
| 12 | 聖女の血     | GIGA 2022 SUMMER                                |          | 巻頭カラー                                                     |

### 挿絵
- 『恋物語』（第3話エンドカード）
- 『恋のキューピッド 焼野原塵』単行本3巻帯

## 書籍
凡例
- 〈レーベル〉JC：ジャンプコミックス / JB：ジャンプ ジェイ ブックス（いずれも集英社）

| 書名                                       | レーベル | 発行年          | 巻数 | 注記                                                            |
| ------------------------------------------ | -------- | --------------- | ---- | --------------------------------------------------------------- |
| ダブルアーツ                               | JC       | 2008年          | 3巻  |                                                                 |
| ニセコイ                                   | JC       | 2012年 - 2016年 | 25巻 |                                                                 |
| ニセコイ ウラバナ                          | JB       | 2013年 - 2015年 | 3巻  | 原作担当（著・田中創）。『ニセコイ』小説版                      |
| 古味直志短編集 恋の神様                    | JC       | 2014年          | 1巻  |                                                                 |
| アニメヒロインミニアルバムNISEKOI 4seasons | JC       | 2014年 - 刊行中 | 4巻  | 原作担当（編・週刊少年ジャンプ） 『ニセコイ』アニメファンブック |
| マジカルパティシエ小咲ちゃん!!             | JC       | 2015年 - 2016年 | 4巻  | 『ニセコイ』スピンオフ。共著・筒井大志                          |

## 関連人物
- 西尾維新 - 古味と同時期にジャンプで連載した作家。両者の対談（『週刊少年ジャンプ』2014年20号）によると、互いに相手の作品のファンであるという。

アシスタント
- 長谷川智広 - 『ニセコイ』と『恋のキューピッド 焼野原塵』のコラボレーション『ニセコイのキューピッド 焼野原塵』を発表した[8]。
- 後藤逸平[9]